# 스와니강

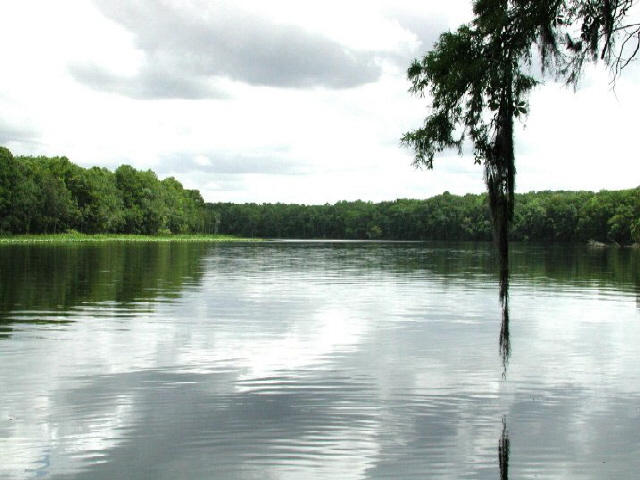
플로리다 주의 스와니 강.

스와니강(Suwannee River)은 미국 남부 플로리다주 남쪽 방향으로 남부 조지아를 거쳐 흐르는 큰 강이다. 야생의 블랙워터강으로, 길이는 약 246마일(396 킬로미터)이다.
이 강은 멕시코 만으로 흘러들어간다.

## 역사
스와니 강은 수천 년 간 인간들에 의해 거주되었다.
16세기 이 강에는 2개의 서로 밀접히 관련된 티무쿠아어를 쓰는 사람들이 거주하였다. 유스타가는 강의 서쪽에 거주하였고 노던 우티나는 동쪽에 거주하였다.

## 참고 문헌
- Worth, John E. (1998). 《Timucua Chiefdoms of Spanish Florida. Volume 1: Assimilation》. University Press of Florida. ISBN 0-8130-1574-X. 2010년 8월 18일에 확인함.